# Рискієв Руфат Асадович
Рискі́єв Руфа́т Аса́дович (узб. Rufat Asadovich Risqiyev; 2 жовтня 1949) — узбецький радянський боксер-середньоваговик. Перший Чемпіон світу з боксу у середній вазі, чотириразовий чемпіон СРСР з боксу. Заслужений майстер спорту СРСР.

## Біографія
Народився 2 жовтня 1949 року в Аккургані Ташкентської області. Узбек.
Займатися боксом розпочав у 12-річному віці під керівництвом Сіднея Джексона. З 1966 року тренувався у Б. Гранаткіна.
У 1972 році вперше став чемпіоном СРСР. На першому чемпіонаті світу з боксу в Гавані у 1974 році виборов звання чемпіона світу, перемігши у фіналі румуна Алека Нестака.
Протягом 1974–1976 років був незмінним чемпіоном СРСР.
Учасник літніх Олімпійських ігор 1976 року в Монреалі (Канада). Єдиний з радянських боксерів, що вийшов у фінал, де поступився американцеві Майклові Спінксу. Після цього припинив виступи.
Всього за часи своїх виступів провів 189 боїв, у 174 одержав перемогу.
Руфат Рискієв увійшов до суддівської секції WBA, ставши першим суддею міжнародної категорії професійного боксу з середньоазійських країн.

## Спортивні досягнення
- Чемпіон світу з боксу (1974);
- Чемпіон СРСР з боксу (1972, 1974–1976);
- Срібний призер Олімпійських ігор (1976).

## Нагороди і почесні звання
- Орден «Знак Пошани»[2];
- Заслужений майстер спорту СРСР (1974);

## Зйомки в кіно
У 1979 році на кіностудії «Узбекфільм» режисером Е. Хачатуровим був знятий художній фільм «На ринг викликається...» з Руфатом Рискієвим у головній ролі.